# Philitt
 (novembre 2023).
Philitt est une revue de lettres et de sciences humaines fondée par Matthieu Giroux en 2013.
Elle se définit comme une « revue antimoderne » et traite à la fois de philosophie, de littérature, de cinéma, d'histoire, de religion et d'arts.
Webmagazine à l'origine, elle devient une revue papier en 2015, avant d'être éditée aux éditions du Rocher dès 2018 puis aux éditions R&N depuis 2021. L'émission Contretemps fait son apparition fin 2020 pour sa diffusion en audio à la demande.

## Ligne éditoriale
La devise de la revue est une citation de Charles Péguy, inscrite sur la quatrième de couverture de chaque numéro : « Ce qui est dangereux, c’est ce grand cadavre mort du monde moderne. ».
La ligne éditoriale est la pensée antimoderne qui « loin de former une école de pensée homogène, de Maistre à Guénon et de Chateaubriand à Dostoïevski, contestent l’hégémonie d’un corpus philosophique que ni la critique, ni les contradictions ne semblent épuiser. » Son but étant de « découvrir l’immense continent de la pensée "antimoderne" », la revue aborde les critiques de la modernité apparentées à la droite et à la gauche hétérodoxes,, à l'écologie intégrale développée par la revue Limite, au pérennialisme et à la pensée techno-critique de Jean Vioulac ou de Theodore Kaczynski,,,.
La revue Philitt est mêlée par Le Monde à un ensemble d'autres revues de « jeunes conservateurs décomplexés ». Elle est qualifiée par Le Nouvel Observateur de « grande église internet consacrée à la dévotion de la France qui s'en va », sur fond d'une critique du technicisme moderne,.

## Équipe de rédaction
La revue compte une soixantaine de collaborateurs depuis sa création. Après une longue direction par son fondateur Matthieu Giroux, Paul Ducay est son  nouveau directeur de rédaction.
Le mardi 25 décembre 2018, l'écrivain et chef de rédaction de Philitt, Matthieu Giroux, est invité par Matthieu Garrigou-Lagrange sur France Culture pour présenter la revue. Le 23 mars 2019, Eugénie Bastié présente, dans la rubrique « Instant critique », le numéro 8 de Philitt sur L'Enfance retrouvée.
Depuis 2018, chaque rubrique comporte son chef de rédaction :
- Philosophie : Alexis Bétemps[4],[5],[18]  (2019-2023), Paul Ducay (2023-2025), Guillaume Floch (2025)
- Littérature : Youness Bousenna (2018-2021), Guillaume Narguet (2021-2024), Alice de Pommayrac (2025)
- Religion : Adrien Boniteau (2019-2021), Paul Ducay (2021-2023), Clément Sans[19],[20],[21],[22] (2023-2025), Grégoire Quevreux (2025)
- Histoire : Benjamin Fayet (2015-2019)